# Bernardo Navagero
Bernardo Navagero (ur. w 1507 w Wenecji, zm. 13 kwietnia 1565 w Weronie) – włoski kardynał.

## Życiorys
Urodził się w 1507 roku w Wenecji, jako syn Gianluigiego Navagero i Lucrezii Agostini. Studiował filozofię w Padwie, a następnie poślubił Istrianę Lando, z którą miał dwójkę dzieci. Po śmierci żony pełnił funkcje ambasadora Republiki Weneckiej w Dalmacji, w Królestwie Niemieckim, przy cesarzu rzymskim, przy królu Francji i w Rzymie. 26 lutego 1561 roku został kreowany kardynałem diakonem. 2 czerwca został podniesiony do rangi kardynała prezbitera i otrzymał kościół tytularny San Nicola fra le Immagini. 15 września 1562 roku został administratorem apostolskim Werony; zrezygnował z tej funkcji krótko przed śmiercią. Zmarł 13 kwietnia 1565 roku w Weronie.